# Jacqueline Seifriedsberger
Jacqueline Seifriedsberger (* 20. Jänner 1991 in Ried im Innkreis, Oberösterreich) ist eine österreichische Skispringerin.

## Werdegang
Seifriedsberger begann 1995 mit dem Skispringen. Ab 2003 startete sie für den ÖSV anfangs bei FIS-Rennen, später im Continental Cup und zuletzt im Weltcup. Ihr Heimatverein ist der SC Waldzell. Ihr Debüt im Skisprung-Continental-Cup gab sie am 23. Juli 2004 in Park City, wo sie auf Anhieb mit dem achten Platz eine Platzierung unter den besten zehn erreichen konnte. Auch im zweiten Springen erreichte sie mit dem zehnten Platz ein gutes Ergebnis. Bei den Junioren-Weltmeisterschaften 2006 im slowenischen Kranj erreichte sie im Einzelspringen den sechsten Platz. Am 1. März 2006 erreichte Seifriedsberger auf der Zaō-Schanze in Yamagata erstmals mit dem dritten Platz das Podium. Die Saison 2005/06 beendete sie auf dem 16. Platz in der Gesamtwertung. Bei den Junioren-Weltmeisterschaften 2007 in Tarvisio sprang sie erneut auf den sechsten Platz. Am 15. August 2007 konnte sie in Pöhla erstmals in ihrer Karriere ein Continental-Cup-Springen gewinnen. In allen weiteren Springen der Saison erreichte sie jeweils eine Platzierung unter den besten zehn. In der Gesamtwertung der Saison 2007/08 belegte sie am Ende den dritten Platz. 2008 wurde sie im polnischen Zakopane Juniorenweltmeisterin. Ein Jahr später gelang ihr bei den Junioren-Weltmeisterschaften 2009 in Štrbské Pleso nur der Sprung auf den fünften Platz. Bei den Nordischen Skiweltmeisterschaften 2009 in Liberec erreichte sie den 12. Platz im Einzel von der Normalschanze. Im Continental Cup konnte sie nicht mehr an die Leistungen der Saison 2007/08 anknüpfen. Bei den Junioren-Weltmeisterschaften 2010 in Hinterzarten erreichte sie wie bereits 2006 und 2007 nur den sechsten Platz. Am 3. Dezember 2011 gab sie ihr Debüt im Weltcup in Lillehammer und belegte den 13. Platz. Im Laufe der Saison 2011/12 konnte sie ihre Ergebnisse im Mittelfeld festigen. Beim Weltcupspringen in Ljubno konnte sie zum ersten Mal aufs Podium (Platz drei) springen und kam in der Weltcupgesamtwertung auf den 11. Platz. In der Saison 2012/13 gelang ihr in Sapporo erstmals ein zweiter Platz in einem Weltcup-Springen, ehe sie am nächsten Tag ihren ersten Sieg feiern konnte. In der Gesamtweltcupwertung belegte sie am Ende der Saison Platz 4. Bei den Nordischen Skiweltmeisterschaften 2013 im Val di Fiemme gewann sie die Bronzemedaille im Einzelbewerb und Silber im Mixed-Bewerb gemeinsam mit Chiara Hölzl, Gregor Schlierenzauer und Thomas Morgenstern.
In der Saison 2013/14 konnte sie nur bei der ersten Weltcup-Station in Lillehammer teilnehmen, ehe sie bei einem Sturz während eines Trainings in Hinterzarten einen Kreuzbandriss und einen Meniskusschaden im rechten Knie erlitt. Dadurch verpasste sie die olympische Premiere des Damen-Skispringens bei den Olympischen Winterspielen 2014 in Sotschi.
Das Comeback nach dieser Verletzung gab sie beim Weltcup-Springen in Lillehammer am 5. Dezember 2014. Eine Woche später gelang ihr beim Continental Cup in Notodden ein Sieg sowie ein dritter Rang. Bei den Nordischen Skiweltmeisterschaften 2015 in Falun belegte sie den siebten Rang im Einzel und den vierten Rang im Mixed-Teamwettbewerb.
In der Saison 2015/16 gelang es ihr erstmals nach ihrer Verletzung wieder, auf das Podest bei einem Weltcup-Wettbewerb zu springen. Sie landete im Jänner und Februar 2016 insgesamt drei Mal auf Platz drei. Am Ende der Saison egalisierte sie mit dem vierten Rang ihre beste Gesamtweltcup-Platzierung. Zu Beginn der Saison 2016/17 gelangen ihr in Lillehammer und Nischni Tagil zwei weitere dritte Plätze. Bei den Nordischen Skiweltmeisterschaften 2017 in Lahti belegte sie im Einzelwettbewerb, wie 2015, den siebten Rang. Im Mixed-Teamwettbewerb konnte sie ihren Erfolg von 2013 wiederholen und holte zusammen mit Daniela Iraschko-Stolz, Michael Hayböck und Stefan Kraft die Silbermedaille.
Nach ihrem verletzungsbedingten Ausfall 2014 nahm sie 2018 erstmals an den Olympischen Winterspielen in Pyeongchang teil. Beim Einzelwettbewerb auf der Normalschanze belegte sie den 13. Rang.
Beim am 19. Jänner 2019 ausgetragenen Nacht-Teambewerb auf der Normalschanze in Yamagata holte sie gemeinsam mit Eva Pinkelnig, Chiara Hölzl und Daniela Iraschko-Stolz hinter dem deutschen Team den zweiten Platz.
Bei den Nordischen Skiweltmeisterschaften 2019 in Seefeld in Tirol gewann Seifriedsberger mit der Mannschaft, zu der auch Eva Pinkelnig, Chiara Hölzl und Daniela Iraschko-Stolz gehörten, die Silbermedaille im Teamspringen. Im Einzelwettbewerb belegte sie Platz 16.
Bei einem Sturz in Lillehammer im März 2020 zog sich Seifriedsberger einen Kreuzband- und Meniskusriss im linken Knie zu. Nach einer Trainingseinheit im slowenischen Planica im Februar 2021 wurde bei ihr erneut ein Meniskusriss diagnostiziert. An den Olympischen Winterspielen 2022 konnte sie aufgrund einer COVID-19-Infektion nicht teilnehmen.
Bei den Europaspielen 2023 gewann Seifriedsberger zwei Goldmedaillen, im Einzel von der Normalschanze sowie gemeinsam mit Marita Kramer, Jan Hörl und Daniel Tschofenig im Mixed-Team.
Am 3. Februar 2024 gewann sie auf den Tag genau elf Jahre nach ihrem ersten Weltcupsieg ihr zweites Einzelspringen auf der Mühlenkopfschanze in Willingen.
Ihren dritten Weltcupsieg konnte sie am 26. Jänner 2025 auf der Zaō-Schanze von Yamagata in Japan feiern.
Seifriedsberger ist aktive Sportlerin des Heeressportzentrums des Österreichischen Bundesheers. Als Heeressportlerin trägt sie den Dienstgrad Zugsführer.

## Erfolge

### Weltcupsiege im Einzel
| Nr. | Datum           | Ort       | Typ           |
| --- | --------------- | --------- | ------------- |
| 1.  | 3. Februar 2013 | Sapporo   | Normalschanze |
| 2.  | 3. Februar 2024 | Willingen | Großschanze   |
| 3.  | 26. Jänner 2025 | Yamagata  | Normalschanze |

### Weltcupsiege im Team
| Nr. | Datum            | Ort        | Typ           |
| --- | ---------------- | ---------- | ------------- |
| 1.  | 25. Februar 2022 | Hinzenbach | Normalschanze |

### Grand-Prix-Siege im Team
| Nr. | Datum           | Ort          | Typ                 |
| --- | --------------- | ------------ | ------------------- |
| 1.  | 18. August 2012 | Hinterzarten | Normalschanze Mixed |

### Continental-Cup-Siege im Einzel
| Nr. | Datum              | Ort            | Typ           |
| --- | ------------------ | -------------- | ------------- |
| 1.  | 15. August 2007    | Pöhla          | Normalschanze |
| 2.  | 20. August 2010    | Oberwiesenthal | Normalschanze |
| 3.  | 21. August 2010    | Oberwiesenthal | Normalschanze |
| 4.  | 19. August 2011    | Oberwiesenthal | Normalschanze |
| 5.  | 10. September 2011 | Trondheim      | Normalschanze |
| 6.  | 9. September 2012  | Lillehammer    | Normalschanze |
| 7.  | 12. Dezember 2014  | Notodden       | Normalschanze |

### National
| Österreichische Meisterschaften | Österreichische Meisterschaften | Österreichische Meisterschaften | Österreichische Meisterschaften |
| ------------------------------- | ------------------------------- | ------------------------------- | ------------------------------- |
| Silber                          | 2007 in Ramsau                  | Silber im Einzel                |                                 |
| Gold                            | 2008 in Oberstdorf              | Gold im Einzel                  |                                 |
| Silber                          | 2009 in Villach                 | Silber im Einzel                |                                 |
| Silber                          | 2010 in Stams                   | Silber im Einzel                |                                 |
| Silber                          | 2011 in Hinzenbach              | Silber im Einzel                |                                 |
| Silber                          | 2013 in Villach                 | Silber im Einzel                |                                 |
| Silber                          | 2014 in Stams                   | Silber im Einzel                |                                 |
| Bronze                          | 2015 in Tschagguns              | Bronze im Einzel                |                                 |
| Silber                          | 2016 in Villach                 | Silber im Einzel                |                                 |
| Gold                            | 2017 in Eisenerz                | Gold im Einzel                  |                                 |
| Gold                            | 2023 in Hinzenbach              | Gold im Einzel (Normalschanze)  |                                 |

| Österreichische Jugendmeisterschaften | Österreichische Jugendmeisterschaften | Österreichische Jugendmeisterschaften | Österreichische Jugendmeisterschaften |
| ------------------------------------- | ------------------------------------- | ------------------------------------- | ------------------------------------- |
| Gold                                  | 2009 in Eisenerz                      | Gold im Einzel Junioren               |                                       |

| Österreichische Schülermeisterschaften | Österreichische Schülermeisterschaften | Österreichische Schülermeisterschaften | Österreichische Schülermeisterschaften |
| -------------------------------------- | -------------------------------------- | -------------------------------------- | -------------------------------------- |
| Gold                                   | 2002 in Achomitz                       | Gold im Einzel Schüler I               |                                        |

## Statistik

### Weltcup-Platzierungen
| Saison  | Platz | Punkte |
| ------- | ----- | ------ |
| 2011/12 | 11.   | 327    |
| 2012/13 | 04.   | 817    |
| 2013/14 | 41.   | 045    |
| 2014/15 | 09.   | 370    |
| 2015/16 | 04.   | 695    |
| 2016/17 | 08.   | 544    |
| 2017/18 | 15.   | 252    |
| 2018/19 | 17.   | 360    |
| 2019/20 | 14.   | 321    |
| 2021/22 | 10.   | 393    |
| 2022/23 | 21.   | 259    |
| 2023/24 | 05.   | 935    |
| 2024/25 | 05.   | 978    |

### Grand-Prix-Platzierungen
| Saison | Platz | Punkte |
| ------ | ----- | ------ |
| 2012   | 09.   | 110    |
| 2013   | 25.   | 058    |
| 2015   | 09.   | 150    |
| 2018   | 08.   | 140    |
| 2019   | 11.   | 067    |
| 2022   | 25.   | 050    |
| 2023   | 22.   | 060    |
| 2024   | 06.   | 176    |

### Continental-Cup-Platzierungen
| Saison  | Platz | Punkte |
| ------- | ----- | ------ |
| 2004/05 | 11.   | 290    |
| 2005/06 | 16.   | 311    |
| 2006/07 | 08.   | 484    |
| 2007/08 | 03.   | 801    |
| 2008/09 | 07.   | 503    |
| 2009/10 | 10.   | 404    |
| 2010/11 | 05.   | 629    |
| 2011/12 | 08.   | 152    |
| 2013/14 | 05.   | 160    |
| 2014/15 | 07.   | 160    |

### Schanzenrekorde
| Ort    | Weite             | aufgestellt am  | Rekord bis |
| ------ | ----------------- | --------------- | ---------- |
| Ramsau | 96,0 m (HS: 98 m) | 19. August 2007 | aktuell    |